# Campionato italiano di beach soccer 2021
La Serie Aon 2021 è stata la 17ª edizione della massima serie del campionato italiano di calcio da spiaggia, disputata tra l'8 luglio e l'8 agosto 2021 e conclusa con la vittoria del Pisa; prima volta nella storia dei nerazzurri.
Capocannoniere del torneo è stato Alisson Maciel (Terracina) con 17 reti.

## Formato
La Serie A 2021 è composta da 17 squadre divise in due gironi detti Poule Scudetto e Poule Promozione. La strada per il titolo di Campione d'Italia è suddivisa in 3 tappe.
Le prime sette classificate della Poule Scudetto e la prima della Poule Promozione, si qualificano alla fase finale di Lignano Sabbiadoro in programma dal 6 all'8 agosto, dove si assegnerà il titolo di Campione d'Italia.

## Calendario
Le date stabilite dalla federazione:
| Data         | Paese             | Città                    | Stage                                |
| ------------ | ----------------- | ------------------------ | ------------------------------------ |
| 8–11 luglio  | Italia (bandiera) | Cirò Marina              | 1ª tappa Poule Scudetto e Promozione |
| 21–25 luglio | Italia (bandiera) | San Benedetto del Tronto | 2ª tappa Poule Scudetto e Promozione |
| 6–8 agosto   | Italia (bandiera) | Lignano Sabbiadoro       | Finali                               |

## Squadre partecipanti

### Poule scudetto
| Club           | Città                    | Stagione precedente            |
| -------------- | ------------------------ | ------------------------------ |
| Canalicchio CT | Tremestieri Etneo        | 9º posto nella Poule Scudetto  |
| Catania        | Catania                  | 5º posto nella Fase Finale     |
| Lamezia Terme  | Lamezia Terme            | 10º posto nella Poule Scudetto |
| Napoli         | Napoli                   | 8º posto nella Poule Scudetto  |
| Pisa           | Pisa                     | 7º posto nella Fase Finale     |
| Sambenedettese | San Benedetto del Tronto | Campione                       |
| Sicilia        | Catania                  | 8º posto nella Fase Finale     |
| Terracina      | Terracina                | 3º posto nella Fase Finale     |
| Viareggio      | Viareggio                | 2º posto nella Fase Finale     |

### Poule promozione
| Club     | Città          | Stagione precedente             |
| -------- | -------------- | ------------------------------- |
| Cagliari | Cagliari       | 6º posto nella Poule Promozione |
| Chiavari | Chiavari       | Esordiente                      |
| Genova   | Genova         | 5º posto nella Poule Promozione |
| Milano   | Milano         | 4º posto nella Poule Promozione |
| Naxos    | Giardini-Naxos | Esordiente                      |
| Nettuno  | Nettuno        | 3º posto nella Poule Promozione |
| Romagna  | Ravenna        | 8º posto nella Poule Promozione |
| Vastese  | Vasto          | 2º posto nella Poule Promozione |

## Poule Promozione

### Classifica
|  | Pos. | Squadra  | Pt | G | V | V+ | Vr | P | GF | GS | DR  |
|  | ---- | -------- | -- | - | - | -- | -- | - | -- | -- | --- |
|  | 1.   | Nettuno  | 18 | 7 | 6 | 0  | 0  | 1 | 41 | 22 | +19 |
|  | 2.   | Romagna  | 16 | 7 | 4 | 1  | 2  | 0 | 28 | 17 | +11 |
|  | 3.   | Milano   | 11 | 7 | 3 | 1  | 0  | 3 | 33 | 23 | +10 |
|  | 4.   | Cagliari | 10 | 7 | 3 | 0  | 1  | 3 | 33 | 30 | +3  |
|  | 5.   | Genova   | 9  | 7 | 3 | 0  | 0  | 4 | 30 | 28 | +2  |
|  | 6.   | Chiavari | 6  | 7 | 2 | 0  | 0  | 5 | 32 | 40 | -8  |
|  | 7.   | Vastese  | 6  | 7 | 2 | 0  | 0  | 5 | 26 | 34 | -8  |
|  | 8.   | Naxos    | 0  | 7 | 0 | 0  | 0  | 7 | 14 | 43 | -29 |

Legenda:
      Ammessa alla fase finale e promossa in Poule Scudetto 2022.
Regolamento:
Tre punti per la vittoria nei tempi regolamentari, due nel tempo supplementare, uno ai calci di rigore, zero per la sconfitta.

## Poule Scudetto

### Classifica
|  | Pos. | Squadra        | Pt | G | V | V+ | Vr | P | GF | GS | DR  |
|  | ---- | -------------- | -- | - | - | -- | -- | - | -- | -- | --- |
|  | 1.   | Catania        | 23 | 8 | 7 | 1  | 0  | 0 | 58 | 33 | +25 |
|  | 2.   | Terracina      | 18 | 8 | 6 | 0  | 0  | 2 | 36 | 22 | +14 |
|  | 3.   | Sambenedettese | 14 | 8 | 4 | 1  | 0  | 3 | 44 | 26 | +18 |
|  | 4.   | Napoli         | 12 | 8 | 4 | 0  | 0  | 4 | 42 | 41 | +1  |
|  | 5.   | Pisa           | 12 | 8 | 4 | 0  | 0  | 4 | 31 | 30 | +1  |
|  | 6.   | Lamezia Terme  | 9  | 8 | 3 | 0  | 0  | 5 | 28 | 41 | -13 |
|  | 7.   | Viareggio      | 9  | 8 | 3 | 0  | 0  | 5 | 46 | 33 | +13 |
|  | 8.   | Sicilia        | 6  | 8 | 2 | 0  | 0  | 6 | 26 | 50 | -24 |
|  | 9.   | Canalicchio    | 3  | 8 | 1 | 0  | 0  | 7 | 30 | 65 | -35 |

Legenda:
      Ammesse alla fase finale.
      Retrocessa in Poule Promozione 2022.
Regolamento:
Tre punti per la vittoria nei tempi regolamentari, due nel tempo supplementare, uno ai calci di rigore, zero per la sconfitta.

## Play-off
I numeri a sinistra delle griglie dei quarti di finale indicano il piazzamento nella Poule.

### Tabellone
|  | Quarti di finale | Quarti di finale | Quarti di finale |  |  | Semifinali | Semifinali     | Semifinali |  |  | Finale  | Finale                 | Finale                 |                        |  |
|  |                  |                  |                  |  |  |            |                |            |  |  |         |                        |                        |                        |  |
|  |                  |                  |                  |  |  |            |                |            |  |  |         |                        |                        |                        |  |
|  | 2.               | Terracina        | 8                |  |  |            |                |            |  |  |         |                        |                        |                        |  |
|  | 7.               | Viareggio        | 7                |  |  |            |                |            |  |  |         |                        |                        |                        |  |
|  |                  |                  |                  |  |  | Terracina  | 4              |            |  |  |         |                        |                        |                        |  |
|  |                  |                  |                  |  |  |            | Sambenedettese | 1          |  |  |         |                        |                        |                        |  |
|  | 3.               | Sambenedettese   | 4                |  |  |            |                |            |  |  |         |                        |                        |                        |  |
|  | 6.               | Lamezia Terme    | 3                |  |  |            |                |            |  |  |         |                        |                        |                        |  |
|  |                  |                  |                  |  |  |            |                |            |  |  |         | Terracina              | 3                      |                        |  |
|  |                  |                  |                  |  |  |            |                |            |  |  |         | Pisa                   | 5                      |                        |  |
|  | 1.               | Catania          | 8                |  |  |            |                |            |  |  |         |                        |                        |                        |  |
|  | (1.)             | Nettuno          | 1                |  |  |            |                |            |  |  |         | Finale per il 3º posto | Finale per il 3º posto | Finale per il 3º posto |  |
|  |                  |                  |                  |  |  | Catania    | 4              |            |  |  |         |                        |                        |                        |  |
|  |                  |                  |                  |  |  |            | Pisa           | 8          |  |  |         | Sambenedettese (dtr)   | 4 (2)                  |                        |  |
|  | 4.               | Napoli           | 2                |  |  |            |                |            |  |  | Catania | 4 (1)                  |                        |                        |  |
|  | 5.               | Pisa             | 3                |  |  |            |                |            |  |  |         |                        |                        |                        |  |

### Finale in dettaglio

#### Tabellino
| Arbitro: | Susanna, Martone, Bottalico (Roma, Mestre, Bari) |

| |            | |
| Giordani 5pt’ Duarte 3st’ Maciel 6tt’                                                                                    | Marcatori  | 1pt’ Datinha 1pt’ Marinai S. 3pt’ Ortolini 8pt’ Camillo Augusto 5tt’ Bruno Xavier                                        |
| · Costa · Frainetti · Monti · Pasquali · Duarte · Borelli · Bagnara · Weirauch · Maciel · Giordani M. · Curcio · De Nisi | Formazioni | Casapieri Barsotti Bruno Xavier Datinha Loprieno Camillo Augusto Marinai S. Marrucci Ortolini Sassari Vaglini Montecalvo |
| D’Amico | Allenatori | Lami |

### Finale 3º-4º posto
| Squadra 1      | Risultato       | Squadra 2 |
| -------------- | --------------- | --------- |
| Sambenedettese | 4 - 4 (2-1 dtr) | Catania   |

## Piazzamenti

### Semifinali 5º-8º posto
| Squadra 1 | Risultato | Squadra 2     |
| --------- | --------- | ------------- |
| Viareggio | 6 - 4     | Lamezia Terme |
| Nettuno   | 1 - 5     | Napoli        |

### Finale 7º-8º posto
| Squadra 1     | Risultato | Squadra 2 |
| ------------- | --------- | --------- |
| Lamezia Terme | 2 - 0     | Nettuno   |

### Finale 5º-6º posto
| Squadra 1 | Risultato | Squadra 2 |
| --------- | --------- | --------- |
| Viareggio | 4 - 6     | Napoli    |

## Classifica finale
| Posizione | Squadra        |
| --------- | -------------- |
|           | Pisa           |
| 2         | Terracina      |
| 3         | Sambenedettese |
| 4         | Catania        |
| 5         | Napoli         |
| 6         | Viareggio      |
| 7         | Lamezia Terme  |
| 8         | Nettuno        |